# Província d'Hormozgan

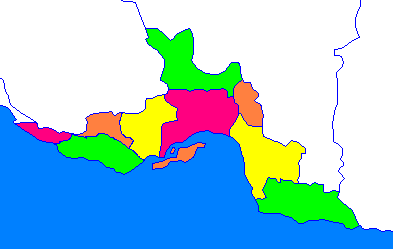
Comtts de la província d'Hormozgan

La província d'Hormozgan (persa: استان هرمزگان, Ostān-e Hormozgān) és una de les 31 províncies de l'Iran. Es troba al sud del país i dins la Regió 2, davant d'Oman i els Emirats Àrabs Units. La seva superfície és de 70.697 km², i la capital provincial és Bandar Abbas. Aquesta província té 14 illes al Golf Pèrsic i 1.000 km de litoral.
Compta amb 11 ciutats principals: Bandar Abbas, Bandar Lengeh, Hajiabbad, Minab, Qeshm, Jask, Bastak, Bandar Khamir, Parsian, Rudan, i Abumusa. També té 21 comtats (o districtes), 69 municipis i 2.046 pobles. El 2007 tenia uns 1,5 milions d'habitants.
Marco Polo visità el port de Bandar Abbas el 1272 i 1293, i va informar de molt comerç persa de joies, ivori i seda amb Indoxina, i perles de Bahrain en els basars del port d'Ormuz.
El 1497 arribà a aquesta regió Vasco da Gama.

## Geografia
La província és primordialment muntanyosa i forma part de la punta sud dels Zagros. Té un clima molt càlid i amb molta humit relativa, però amb poca pluviometria anual. A l'estiu de vegades s'arriba als 49 °C.